# 索斯尼夫卡 (波格列比謝區)
49°34′41″N 29°0′8″E / 49.57806°N 29.00222°E
索斯尼夫卡（烏克蘭語：Соснівка），是烏克蘭的村落，位於該國西南部文尼察州，由文尼察區負責管轄，面積0.14平方公里，海拔高度277米，2001年該村落人口213。